# Ocyptamus attenuatus
Ocyptamus attenuatus är en tvåvingeart som först beskrevs av Samuel Wendell Williston  1891.  Ocyptamus attenuatus ingår i släktet Ocyptamus och familjen blomflugor. Inga underarter finns listade i Catalogue of Life.